# الشر غير موجود
الشر غير موجود (باليابانية: 悪は存在しない) فيلم دراما ياباني من تأليف واخراج ريوسوكي هاماغوتشي.
اختير الفيلم للمنافسة على جائزة الأسد الذهبي في الدورة 80 لمهرجان البندقية السينمائي، حيث فاز بجائزة فيبرسكا مقدمة من قبل الاتحاد الدولي للنقاد السينمائيين.

## القصة
تدور أحداث الفيلم في ميزوبيكي، وهي مدينة خيالية في محافظة ناغانو، تقع في وسط الطبيعة الغنية، لكنها قريبة جدًا من طوكيو. تنقلب الحياة في ميزوبيكي رأسًا على عقب عندما تأتي وكالة ترفيه مقرها طوكيو، تكافح بسبب جائحة كورونا وتتوق إلى الاستفادة من الدعم الحكومي، بفكرة بناء مرافق للتخييم الفخم هناك. ترسل الوكالة بعض المسؤولين إلى ميزوبيكي لعرض اقتراحها على السكان المحليين، الذين يرون أن هذا المشروع يهدد بتدمير البيئة المحلية والحياة هناك.
تركز قصة الفيلم على أربع شخصيات: تاكومي، شاب قليل الكلام من سكان ميزوبيكي، وابنته هانا، وتاكاهاشي وكاؤرو، اللذان تم إرسالهما من قبل وكالة الترفيه ليكونوا مسؤولين عن بناء موقع التخييم الفاخر.

## الممثلون
- هيتوشي أوميكا في دور تاكومي ياسومورا[6]
- ريو نيشيكاوا في دور هانا ياسومورا، ابنة تاكومي[6]
- ريوجي كوساكا في دور تاكاهاشي كيسوكي، ممثل وكالة الترفيه[6]
- أياكا شيبوتاني في دور مايوزومي يووكو، ممثلة وكالة الترفيه[6]
- هازوكي كيكوتشي في دور ساشي مينمورا، زوجة كازو مالك مطعم ميزوبيكي
- هيرويوكي مييورا في دور كازو مينيمورا، صديق تاكومي ومالك مطعم ميزوبيكي
- يوتو توري في دور تاتسوكي ساكاموتو
- تاكاكو يامامورا في دور يوشيكو كيزاكي
- تاكوما ناجاو في دور تومونوري هاسيغاوا
- يوشينوري مياتا في دور أكيرا هوريغوتشي، مدير تاكاهاشي ومايوزومي
- تايجيرو تامورا في دور إيبي سوروغا، عمدة ميزوبيكي

## روابط خارجية
- الشر غير موجود على موقع IMDb (الإنجليزية)
- الشر غير موجود على موقع ميتاكريتيك (الإنجليزية)
- الشر غير موجود على موقع روتن توميتوز (الإنجليزية)
- الشر غير موجود على موقع ألو سيني (الفرنسية)
- الشر غير موجود على موقع فيلمافينيتي (الإسبانية)
- الشر غير موجود على موقع قاعدة بيانات الأفلام السويدية (السويدية)
- الشر غير موجود على موقع قاعدة بيانات الفيلم (الإنجليزية)
- الشر غير موجود على موقع ليتربوكسد (الإنجليزية)
- الشر غير موجود على موقع كينوبويسك (الروسية)